# علي باشا الصوفي الخادم

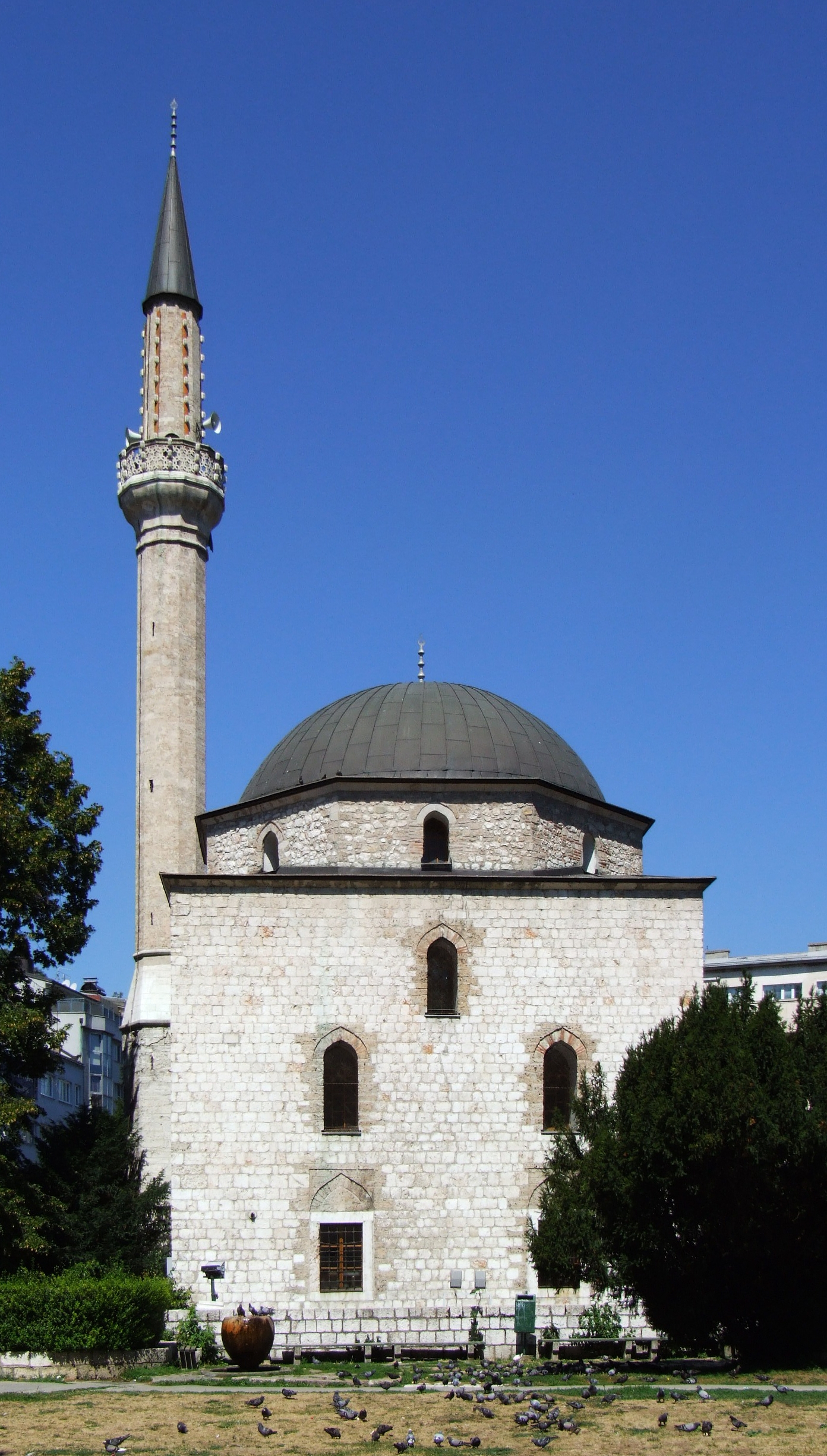
مسجد على باشا بسراييفو عاصمة البوسنة والهرسك

على باشا الخادم أو علي باشا الصوفي (تُوفي في سبتمبر 1560م ) سياسي عثماني خدم في الدولة العثمانية كحاكم على إيالة ديار بكر ( 1537/38 - 1540/41م ) وإيالة البوسنة ( 1552م - أبريل 1559م ) وإيالة مصر ( أبريل 1559م - سبتمبر 1560م ) .
مات على باشا وهو في منصبه حاكماً لإيالة مصر في سبتمبر 1560م، ودُفن في القرافة في القاهرة . وله مسجد باسمه في سراييفو عاصمة البوسنة والهرسك.

## وصلات خارجية
- موسوعة حكام مصر - عهد العثمانيين الهيئة المصرية للاستعلامات .

| المناصب السياسية | المناصب السياسية                | المناصب السياسية      |
| ---------------- | ------------------------------- | --------------------- |
| سبقه إسكندر باشا | ولاة مصر العثمانيون 1517 - 1867 | تبعه مصطفى جاهين باشا |